# Life (2017)
Life is een Amerikaanse sciencefiction-horrorthriller uit 2017 die geregisseerd werd door Daniel Espinosa. De hoofdrollen worden vertolkt door Jake Gyllenhaal, Rebecca Ferguson en Ryan Reynolds.
De film wordt regelmatig vergeleken met Alien (1979), The Thing (1982) en Gravity (2013).
De opnames voor de film gingen in juli 2016 van start in de Shepperton Studios in Londen.

## Verhaal
In de nabije toekomst keert de onbemande Pilgrim 7-ruimtesonde terug van zijn baan van Mars naar de Aarde met bodemmonsters die mogelijk bewijs bevatten van buitenaards leven. De sonde wordt opgepikt en de monsters worden opgehaald door het Internationaal ruimtestation ISS en de zeskoppige bemanning. Exobioloog Hugh Derry laat een slapende cel uit het monster herleven, die snel uitgroeit tot een meercellig organisme dat door Amerikaanse schoolkinderen 'Calvin' wordt gedoopt. Hugh realiseert zich dat de cellen van Calvin hun specialisatie kunnen veranderen en tegelijkertijd kunnen optreden als spier-, neuron- en fotocellen.
Door een ongeluk in het laboratorium plaatst Calvin zich in een slapende toestand. Hugh probeert Calvin te doen herleven met elektrische schokken, maar Calvin wordt onmiddellijk vijandig en valt Hugh aan, waarbij hij zijn rechterhand verbrijzelt. Terwijl Hugh bewusteloos raakt na de aanval van Calvin, gebruikt Calvin Hughs elektrische schokgereedschap om uit zijn behuizing te ontsnappen. Nu vrij in het labo, verslindt Calvin een laboratoriumrat door hem te absorberen, waardoor hij in omvang groeit. Ingenieur Rory Adams gaat het labo binnen om Hugh te redden, maar wordt ingesloten door medebemanningslid en arts David Jordan om Calvin in bedwang te houden nadat hij zich aan Rory's been vastzet. Rory bestrijdt Calvin door hem te verbranden met een zichtbaar element van een handlamp en valt Calvin aan met een mobiele verbrandingsoven. Calvin slaat terug door Rory's mond binnen te dringen en zijn organen van binnenuit te verslinden, waardoor Rory wordt gedood. Calvin komt drie keer zo groot uit Rory's mond en ontsnapt via een brandblusopening die was afgegaan.
ISS-commandant Ekaterina Golovkina ontdekt dat hun communicatie met de Aarde is verbroken vanwege de oververhitting van de communicatiesystemen. Ze voert een ruimteloop uit om het probleem te vinden en op te lossen. Ze ontdekt dat Calvin het koelsysteem van het ISS heeft doorbroken. Kort daarna valt Calvin haar aan, waardoor het koelmiddelsysteem van haar ruimtepak wordt gescheurd en de koelvloeistof haar pak vult. Ze gaat blindelings terug naar de luchtsluis, maar zij en de bemanning beseffen dat als ze weer binnenkomt, Calvin ook weer in het ISS kan komen. Ekaterina weigert het luik te openen en verhindert David haar daarbij te helpen. Calvin wordt zo voorlopig buiten gehouden terwijl Ekaterina verdrinkt in haar ruimtepak en wegdrijft in de kosmos.
Calvin probeert zich via de stuwraketten weer in het station te manoeuvreren. De bemanning probeert Calvin weg te blazen, maar hun pogingen mislukken nadat ze te veel brandstof hebben gebruikt en het ISS in een dalende baan hebben gebracht, waardoor het zal verbranden in de Aardatmosfeer. Piloot Sho Murakami informeert de bemanning dat ze de resterende brandstof van het station moeten gebruiken om weer in een veilige baan te komen, ook al zal Calvin hierdoor weer binnen kunnen komen. De bemanning is van plan Calvin inactief te maken door zichzelf op te sluiten in één module en de atmosfeer van de rest van het station te ventileren.
Nadat de bemanning de voorbereidingen hiervoor heeft voltooid, krijgt Hugh een hartstilstand voordat ze ontdekken dat Calvin zich aan het voeden was aan Hughs verlamde been, waarop Calvin hen aanvalt. Sho sluit zich op in een slaapcapsule. Terwijl Calvin de capsule probeert te breken, gebruiken David en quarantainebeambte Miranda North het lichaam van Hugh als lokaas om Calvin weg te lokken van Sho en op te sluiten in een andere module om hem te kunnen onthouden van zuurstof. Na een noodoproep te hebben ontvangen van Ekaterina voordat de communicatiesystemen van het ISS werden beschadigd, stuurt de Aarde een Sojoez-ruimtevaartuig om het station verder de ruimte in te duwen omdat volgens het protocol elke vorm van buitenaards leven weg moet worden gehouden van de Aarde. Sho gelooft dat de Sojoez voor hen op een reddingsmissie is, waarop hij zijn capsule verlaat en zich aan boord begeeft om het luik te openen. Calvin valt hem en de Sojoez-kosmonauten aan, vernietigt de koppelingsmechanismen van het vaartuig en zorgt ervoor dat de capsule tegen het ISS crasht. Sho en de kosmonauten worden hierbij gedood en de baan van het ISS begint opnieuw te dalen.
De overgebleven overlevenden, David en Miranda, speculeren dat Calvin de terugkeer naar de Aardatmosfeer zou kunnen overleven, dus zijn ze van plan Calvin naar een van de twee ontsnappingscapsules van het ISS te lokken. Eenmaal binnen zal David Calvins capsule handmatig de ruimte insturen, wat hem zal isoleren in de ruimte samen met Calvin. Miranda zal in de andere capsule terugkeren naar de Aarde. Aanvankelijk werkt hun plan, maar terwijl ze loskoppelen wordt een van de capsules geraakt door rondzwevend puin en uit koers geslagen. Calvin valt David aan terwijl die probeert om zijn deel van het plan uit te voeren terwijl Miranda een bericht opneemt in geval van haar dood. Ze informeert de wereld over de dood van haar collega's, Calvin noch enig buitenaards leven dat afkomstig is van Mars te vertrouwen en het koste wat het kost te vernietigen als het de Aarde bereikt.
De twee capsules scheiden zich. Eén keert terug naar de Aarde, de andere gaat dieper de ruimte in. De eerste capsule landt in de Zuid-Chinese Zee, waar twee nabijgelegen Vietnamese vissers op af komen gevaren. Als ze naar binnen kijken, zien ze dat David door Calvin werd tegengehouden nadat hij gegroeid was om de ruimte binnenin te vullen. Ondertussen faalt het navigatiesysteem van Miranda's capsule als gevolg van de schade opgelopen door het puin, waardoor ze tot haar afschuw wegvliegt van de Aarde. Ondanks de pogingen van David om hen te waarschuwen, openen de vissers het luik van de capsule terwijl er meer vissersboten ter hulp komen gevaren.

## Rolverdeling
| Acteur            | Personage           |
| ----------------- | ------------------- |
| Jake Gyllenhaal   | David Jordan        |
| Rebecca Ferguson  | Miranda North       |
| Ryan Reynolds     | Rory Adams          |
| Hiroyuki Sanada   | Sho Murakami        |
| Ariyon Bakare     | Hugh Derry          |
| Olga Dihovichnaya | Ekaterina Golovkina |

## Trivia
- Regisseur Daniel Espinosa en acteur Ryan Reynolds werkten eerder al samen aan Safe House (2012).